# Собор Марії, Цариці Всесвіту
Собор Марії, Королеви Світового собору або повністю Собор Марії, Королеви Світу та Собор Св. Якова Великого (фр. Cathédrale Marie-Reine-du-Monde et St-Jacques-le-Majeur) — мала базиліка в Монреалі (Квебек, Канада) і місце проживання Римсько-католицької архієпархії Монреаля. Це третя за величиною церква у Квебеку після ораторії Святого Йосифа (також у Монреалі) та базиліки Сент-Ан-де-Бопре на схід від міста Квебек. Довжина будівлі становить 101 м (333 фути), ширина — 46 м (150 футів), а максимальна висота 77 м (252 фути) біля купола, діаметр якого становить 23 м (75 футів).
Церква розташована на Соборній вулиці 1085, на розі бульвару Рене Левеска та вулиці Меткалф, недалеко від станції метро Bonaventure та Центрального вокзалу в центрі Монреаля. Вона та пов'язані з нею головні архієпархіальні будівлі утворюють східну частину площі Канади і займають більшість простору на площі Дорчестер.